# Hrisov

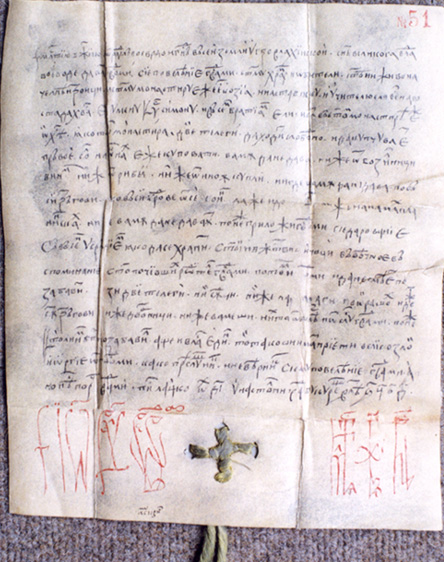
Hrisov emis de Radu cel Frumos la 14 octombrie 1465

Hrisov este denumirea care se dădea în Evul Mediu unui act domnesc, emis în Țara Românească, Moldova  și în alte țări, care servea ca titlu de proprietate, de privilegiu etc. În Imperiul Bizantin s-a numit χρυσός, chrysos (aur) și a fost preluat de multe state medievale.
În timp ce în Țara Românească documentele de cancelarie (acte oficiale de vânzări, cumpărări, întăriri de proprietate, litigii) se numeau toate hrisov, în Moldova această denumire o aveau doar documentele interne. Pentru cele externe se folosea preponderent denumirea de list.
O persoană care se bucura de un drept sau privilegiu, în virtutea unui hrisov al domnului, purta denumirea de "hrisovolit".
De întocmirea hrisoavelor domnești și de pecetea domnească se îngrijea logofătul.